# Рафаловская поселковая община
Рафаловская поселковая община (укр. Рафалівська селищна громада) — территориальная община в Варашском районе Ровненской области Украины.
Административный центр — посёлок Рафаловка.
Население составляет 7240 человек. Площадь — 110,3 км².
В соответствии с распоряжением Кабинета Министров Украины от 12 июня 2020 года, в состав общины вошла территория Рафаловского поселкового совета, а также Великожолудского и Лозковского сельских советов упразднённого Владимирецкого района.

## Населённые пункты
В состав общины входят 1 посёлок и 7 сёл:
- Посёлок Рафаловка
- Великожолудский старостинский округ:
  - Великий Жолудск
  - Малый Жолудск
  - Мостище
  - Чучево
- Лозковский старостинский округ:
  - Кошмаки
  - Лозки
  - Суховоля